# Yakhshi Fakih
Yakhshi Fakih fou un historiador otomà, mort després del 1413 quan se l'esmenta com a viu. És el més antic compilador de les llegendes de la dinastia otomana. No s'ha conservat la seva obra i és conegut per les referències d'Ashikpashazade.